# Mercedes del Carmen Pacheco
Mercedes del Carmen Pacheco  (Ciudacita, Tucumán, 10 de octubre de 1867 - Buenos Aires, 30 de junio de 1943) fue una religiosa católica argentina que dedicó su vida a la evangelización de los niños y niñas, en especial huérfanos. Fundó la congregación de las Hermanas Misioneras Catequistas de Cristo Rey, que recibió la aprobación pontificia definitiva en 1987. Es considerada Sierva de Dios por la Iglesia Católica.

## Biografía
Nació en Ciudacita, una pequeña localidad del departamento Chicligasta de la provincia de Tucumán. Cursó sus estudios en la Casa de Jesús y en el Colegio del Huerto de San Miguel de Tucumán. A sus 20 años se inclinó hacia la misión humanitaria colaborando en la lucha contra la epidemia de cólera que azotó a su provincia, recorriendo los ranchos de los campesinos y colaborando en el hospital provincial.
En 1890 fundó la Asociación para la Enseñanza de la Doctrina Cristiana. En agosto de 1895 erigió el Hogar de la Sagrada Familia para niñas desamparadas en la ciudad de San Miguel de Tucumán. Ese mismo año, junto con siete compañeras, inició una Asociación Laical con la finalidad de enseñar la doctrina cristiana. Dos años más tarde abrió un taller de artes y oficios para niñas y jóvenes huérfanas.
En 1903, el obispo de Tucumán, Pablo Padilla y Bárcena, le concedió el permiso para vivir en comunidad con algunas compañeras, y en 1912 aprobó los estatutos de esta comunidad denominada “Misioneras Catequistas de Cristo Rey”. El 1 de enero de 1914 recibió el hábito religioso.
En 1917 hizo la primera fundación de un Hogar Escuela en Buenos Aires. En 1924 hizo otra fundación en La Plata, ciudad en la que residiría gran parte del resto de su vida, y en la que fundó cuatro colegios. Creó comedores comunitarios para niños y talleres para la enseñanza técnica, especialmente destinados a niños huérfanos. También hizo otras fundaciones en el interior de la provincia de Buenos Aires, como el caso de Castelli, Chillar y General Madariaga.
El 13 de febrero de 1931 el Instituto de las Misioneras fue erigido en Congregación Religiosa de Derecho Diocesano. Las fundaciones de la Congregación se extendieron por las provincias de Salta y Catamarca, llegando a los países vecinos de Uruguay y Paraguay.
Mercedes Pacheco continuó viviendo en La Plata hasta 1942, en que se trasladó a Buenos Aires debido a una enfermedad.
Falleció en Buenos Aires el 30 de junio de 1943. Sus restos fueron trasladados a la Iglesia de Cristo Rey en Tucumán.
En 1987 la congregación fue aprobada a nivel mundial, como Congregación de Derecho Pontificio. El 24 de noviembre de 2000, Mercedes del Carmen Pacheco fue declarada Sierva de Dios por el Papa Juan Pablo II. Durante la década siguiente se ha iniciado el estudio de varios milagros atribuidos a Mercedes Pacheco, con vistas a su canonización.